# Liste des citoyens d'honneur de la Ville de Bucarest
Pour les articles homonymes, voir Citoyen d'honneur.
Cet article est une liste des personnalités que la municipalité de Bucarest, en leur remettant les « clefs de la ville », a élevées au rang de « citoyens d'honneur de la Ville de Bucarest ».
| Personnalité       | Pays     | Autorité       | Statut | Date         |
| ------------------ | -------- | -------------- | ------ | ------------ |
| Gheorghe Dinică    | Roumanie |                | Adopté |              |
| Mariana Nicolesco  | Roumanie |                | Adopté | 1991         |
| Corina Ungureanu   | Roumanie | Traian Băsescu | Adopté | Janvier 2003 |
| Lavinia Miloșovici | Roumanie | Traian Băsescu | Adopté | Janvier 2003 |
| Claudia Presăcan   | Roumanie | Traian Băsescu | Adopté | Janvier 2003 |